# Granite (Oklahoma)
Granite es un pueblo ubicado en el condado de Greer en el estado estadounidense de Oklahoma. En el año 2010 tenía una población de 2065 habitantes y una densidad poblacional de 185 personas por km².

## Geografía
Granite se encuentra ubicado en las coordenadas 34°57′45″N 99°22′53″O / 34.96250, -99.38139 (34.962367, -99.381356).

## Demografía
Según la Oficina del Censo en 2000 los ingresos medios por hogar en la localidad eran de 25 438 $ y los ingresos medios por familia eran 30 703 $. Los hombres tenían unos ingresos medios de 23 125 $ frente a los 20 368 $ para las mujeres. La renta per cápita para la localidad era de 12 599 $. Alrededor del 17.5 % de la población estaban por debajo del umbral de pobreza.